# Convolvulus bidentatus
Convolvulus bidentatus är en vindeväxtart som beskrevs av Johann Jakob Bernhardi. Convolvulus bidentatus ingår i släktet vindor, och familjen vindeväxter. Inga underarter finns listade i Catalogue of Life.